# Rue des Glycines (Toulouse)
Pour les articles homonymes, voir Rue des Glycines.
La rue des Glycines (en occitan : carrièra de las Glicinas) est une voie de Toulouse, chef-lieu de la région Occitanie, dans le Midi de la France.

## Situation et accès

### Description
La rue des Glycines est une voie publique. Elle se trouve dans le quartier Bonnefoy.
Elle est longue de 341 mètres, parfaitement rectiligne et d'une largeur régulière de 10 mètres, et orientée au nord-est. Elle s'élève progressivement, depuis son origine jusqu'à l'avenue Bellevue, de 155 à 158 mètres. Elle s'abaisse ensuite à 145 mètres, au carrefour de la rue Sainte-Augustine.
La chaussée compte une seule voie de circulation automobile à double-sens. Elle est définie comme une zone 30 et la vitesse est limitée à 30 km/h. Il n'existe pas d'aménagement cyclable.

### Voies rencontrées
La rue des Glycines rencontre les voies suivantes, dans l'ordre des numéros croissants (« g » indique que la rue se situe à gauche, « d » à droite) :
1. Rue Lavoisier (g)
2. Avenue Bellevue
3. Rue Beau-Site (d)
4. Rue Sainte-Marie
5. Rue Sainte-Augustine

### Transports
La rue des Glycines n'est pas directement desservie par les transports en commun. Elle est cependant proche de la rue du Faubourg-Bonnefoy, parcourue par les lignes de Linéo L9 et de bus 39. À l'est, l'avenue du Président-Gaston-Doumergue et le chemin Michoun sont également parcourus par la ligne de bus 19.
La station de vélos en libre-service VélôToulouse la plus proche est la station no 135 (183 rue du Faubourg-Bonnefoy). Située sur le coteau de la colline du Calvinet, elle est depuis 2017 considérée comme une station Bonus, qui permet de cumuler du temps supplémentaire pour les abonnés qui y ramènent leur vélo.

## Odonymie
La rue a été nommée, le 12 avril 1947, d'après les glycines, plantes du genre Wisteria : il faut probablement voir dans ce choix un effet de proximité avec le quartier de la Roseraie, dont plusieurs rues portent des noms de plantes et de fleurs.
Jusqu'à cette date, la rue était connue sous le nom de Hyacinthe Cazal (1790-après 1845). Il fut propriétaire au cours du XIXe siècle du domaine de Duranti, au hameau de Croix-Daurade. Il existe d'ailleurs une rue Cazals dans le même quartier,.

## Patrimoine et lieux d'intérêt
- no  7 : villa Esta Goiz (après 1925)[6].
- no  8 : maison (1936)[7].
- no  10 : maison (après 1925)[8].
- no  14 : villa Nere Etchea (après 1925)[9].
- no  17 : maison (deuxième moitié du XXe siècle)[10].
- no  23 : maison (deuxième moitié du XXe siècle)[11].
- no  25 : maison (après 1925)[12].
- no  30 : maison (après 1925)[13].
- no  31 : maison (après 1925)[14].